# Nathan Görling
Olof Nathan Görling, född 27 oktober 1905 i Alingsås, död 23 oktober 2002 i Kungsholms församling i Stockholm, var en svensk kompositör, arrangör och orkesterledare med mera.
Görling spelade i tonåren bastuba i Frälsningsarmén. Han inledde studierna vid musikaliska Akademien i Stockholm 1928. Han avlade högre organistexamen 1932. Han efterträdde Sune Waldimir som pianist i Wiggerskvartetten 1935 och var engagerad där fram till 1941. Han började arbeta med filmmusik och var under åren 1935–1953 engagerad som kapellmästare hos Europafilm. Den sista film han komponerade musik till var 1965 års Jakten.
Han var bror till musikerna Miff Görling, Zilas Görling och Stuart Görling.  
Nathan Görling är begravd på Skogskyrkogården i Stockholm.

## Filmmusik
- 1936 – Familjen som var en karusell
- 1939 – Kalle på Spången
- 1939 – Efterlyst
- 1939 – Vi på Solgläntan
- 1940 – Frestelse
- 1940 – Hanna i societén
- 1940 – Hennes melodi
- 1940 – … som en tjuv om natten
- 1941 – Arbetsblocket Sverige
- 1941 – Lasse-Maja
- 1941 – Så tuktas en äkta man
- 1941 – Ung dam med tur
- 1942 – Fallet Ingegerd Bremssen
- 1942 – En äventyrare
- 1942 – Kvinnan tar befälet
- 1943 – Det går som en dans
- 1943 – Elvira Madigan
- 1943 – När ungdomen vaknar
- 1944 – Stopp! Tänk på något annat
- 1944 – Gröna hissen
- 1944 – Hemsöborna
- 1944 – Skeppar Jansson
- 1945 – Änkeman Jarl
- 1946 – Barbacka
- 1946 – Brita i grosshandlarhuset
- 1946 – Det glada kalaset
- 1946 – Jag älskar dig, argbigga
- 1946 – Medan porten var stängd
- 1946 – Möte i natten
- 1946 – Tunga don på revision
- 1947 – Bröllopsnatten
- 1947 – En fluga gör ingen sommar
- 1947 – Får jag lov, magistern!
- 1947 – Vår vackra höst
- 1948 – Livet på Forsbyholm
- 1948 – Janne Vängmans bravader
- 1948 – Var sin väg
- 1949 – Boman får snurren
- 1949 – Huset nr 17
- 1949 – Janne Vängman på nya äventyr
- 1950 – Pimpernel Svensson
- 1950 – Restaurant Intim
- 1950 – Regementets ros
- 1950 – Med folket för fosterlandet
- 1951 – Av ädelt lin
- 1952 – Janne Vängman i farten
- 1954 – Flicka utan namn
- 1954 – Kristallen den fina
- 1955 – Blå himmel
- 1955 – Farligt löfte
- 1956 – På heder och skoj
- 1956 – Kulla-Gulla
- 1956 – 7 vackra flickor
- 1964 – Är du inte riktigt klok?
- 1965 – Jakten

## Filmografiroller
- 1937 – Skicka hem nr. 7
- 1938 – Du gamla du fria
- 1941 – Så tuktas en äkta man